# Pseudogarypus banksi
Espèce
Pseudogarypus banksi est une espèce de pseudoscorpions de la famille des Pseudogarypidae.

## Distribution
Cette espèce se rencontre aux États-Unis au New Hampshire, dans l'État de New York et au Michigan et au Canada au Québec,.

## Description
Les mâles mesurent de 2,27 à 2,40 mm et les femelles de 2,34 à 2,55 mm.

## Publication originale
- Jacot, 1938 : A pseudogarypin pseudoscorpion in the White Mountains. Occasional Papers of the Boston Society for Natural History, vol. 8, p. 301-303.